# 真崎航
真崎航（1983年7月20日—2013年5月18日），日本男男同性色情片演员，出生於岩手縣盛岡市。2009年起出道，曾拍攝超過100部男男同性色情片，並曾出版寫真集，在中國大陸、台灣、香港與泰國等地擁有一定的知名度。
2013年5月18日因盲腸炎併發腹膜炎感染逝世，得年29歲。

## 男男同性色情片作品
- (G@mes)
- (G@mes)
- 2010年6月 (G@mes)
- (G@mes)
- (G@mes)
- (G@mes)
- (G@mes Wild)
- (G@mes Wild)
- (G@mes Wild)
- BUST＜FUCKER
- (Prism Osuinra ，2010年)
- (Prism Osuinra ，2013年)

## 
- how beautiful you are (濱崎步)

## 外部連結
- 真崎航的X（前Twitter）
- 真崎航的Facebook專頁
- 真崎航的新浪微博
- 日首席GV男優真崎航 呼籲性愛帶套 （页面存档备份，存于）
- 亞洲男同志成人片王者　真崎航猝逝 （页面存档备份，存于）